# Edouard De Néeff
Edouard Guillaume Emile De Néeff (Leuven, 28 december 1835 - 27 maart 1913) was een Belgisch volksvertegenwoordiger. 

## Levensloop
Edouard de Néeff was een zoon van Willem de Néeff en Hortense Dauw. Hij trouwde met Marie Martens (1837-1888) en ze kregen vier dochters en een zoon die kinderloos bleef. De familienaam is in deze tak uitgestorven. In 1900 verkreeg hij, samen met zijn broer Eugène de Néeff (1842-1933), opname in de adel. Een kleinzoon van zijn broer, ridder Jean de Néeff (1909-1999), werd gouverneur van Brabant. Ze waren ook verwant met de constituant Jean de Neeff.
Hij werd gemeenteraadslid (1869-1872) en schepen (1871-1872) van Leuven. Hij werd ook provincieraadslid voor Brabant (1876-1884).
Bij de verkiezingen van 10 juni 1884 werd hij verkozen tot katholiek volksvertegenwoordiger voor het arrondissement Leuven en hij vervulde dit mandaat tot in 1900.